# Марк Юний Брут (консул 178 пр.н.е.)
Вижте пояснителната страница за други личности с името Марк Юний Брут.
Марк Юний Брут (на латински: Marcus Junius Brutus) e политик на Римската република през 2 век пр.н.е.
Той е баща на Децим Юний Брут Калаик (консул 138 пр.н.е.) и на юриста Марк Юний Брут, прародител на Марк Юний Брут, убиеца на Юлий Цезар.
През 178 пр.н.е. Брут е избран за консул заедно с Авъл Манлий Вулзон. Водят военен поход в Истрия и тя става римска. През 171 пр.н.е. е пратеник в Азия, а през 169 пр.н.е. не е избран за цензор.
1. ↑  M. Iunius (48) M. f. L. n. Brutus //   Посетен на 10 юни 2021 г.
2. ↑  1132 //   Посетен на 10 юни 2021 г.
3. 1 2  M. Iunius (48) M. f. L. n. Brutus //   Посетен на 10 юни 2021 г.
4. ↑  1533 //   Посетен на 10 юни 2021 г.
5. ↑  1565 //   Посетен на 10 юни 2021 г.